# Neoclinus blanchardi
El blenia, tubícola chusco o sarcastic fringe head (Neoclinus blanchardi) es una especie de pez perciforme de la familia Chaenopsidae. Se caracteriza por poseer una gran boca ancha y un comportamiento territorial.  Cuando dos de estos peces se enfrentan en una lucha territorial, luchan presionando sus bocas extendidas, como si estuvieran besándose; esto les permite determinar cuál de los ejemplares tiene una boca de mayor tamaño, estableciendo así su dominio.
Pueden medir hasta 30 cm de largo.Su cuerpos son alargados y esbeltos, generalmente desprovisto de escamas, con grandes aletas pectorales mientras que las pélvicas se encuentran reducidas. Después de la puesta de los huevos por parte de la hembra bajo una roca o en una madriguera de almejas, son los machos quienes se encargan de proteger los huevos.

## Distribución
Se encuentran en el Océano Pacífico, frente a la costa de América del Norte, desde San Francisco (California), hasta el centro de Baja California. Su rango de profundidad es de 3 a 73 metros (3 a 80 yd).